# Iron River (Wisconsin)
Pour les articles homonymes, voir Iron River.
Iron River est une ville du comté de Bayfield situé au Wisconsin, aux États-Unis.